# Jānis (Sičevskis)
Jānis (světským jménem: Vladimirs Sičevskis; * 12. července 1978, Valmiera) je lotyšský duchovní Lotyšské pravoslavné církve, biskup jelgavský a vikarijní biskup rižské eparchie.

## Život
Narodil se 12. července 1978 ve Valmieře. Pokřtěn byl v chrámu Proměnění Páně v Limbaži.
V letech 1986–1996 navštěvoval střední školu v Limbaži. Poté nastoupil na Lotyšskou sportovní akademii, kde roku 2002 získal titul bakaláře a roku 2004 titul magistra pedagogiky.
Od roku 1996 působil jako instruktor sportovců v pedagogickém oddělení Ministerstva školství a vědy Lotyšska. V letech 2002–2003 pracoval v Olympijském centru Limbaži.
Roku 2001 se stal členem farní rady chrámu Proměnění Páně a zde sloužil také jako ponomar. O rok později byl farní radou zvolen starostou farnosti.
V letech 2002–2008 navštěvoval Rižský duchovní seminář. Dne 5. února 2006 byl metropolitou rižským a celého Lotyšska Aleksandrsem (Kudrjašovsem) rukopoložen na diákona a 26. března stejného roku na jereje. Dne 8. května 2006 se stal klerikem Zadvinského chrámu Svaté Trojice v Rize.
Dne 6. června 2006 byl jmenován představeným chrámů Proměnění Páně v Limbaži, Narození Krista v Aloje a Zesnutí přesvaté Bohorodice v Pociemsu. Dále mu byla svěřena starost o chrám svatého Jana Křtitele v Lēdurze a Nanebevstoupení Páně ve vesnici Mali.
Od roku 2006 byl sekretářem Archijerejského synodu Lotyšské pravoslavné církve.
Dne 17. března 2007 přijal mnišský postřih se jménem Jānis na počest svatého mučedníka Jānise (Pommerse).
Dne 29. srpna 2008 byl jmenován asistentem prorektora Rižského duchovního semináře. S požehnáním metropolity Aleksandrse zastupoval Lotyšskou pravoslavnou církev ve státních, samosprávných a veřejných strukturách.
Dne 15. prosince 2008 se stal představeným chrámu svatého Alexandra Něvského v Rize.
Na Velikonoce roku 2008 byl povýšen na igumena.
Roku 2010 započal studium doktorátu pedagogiky na Latvijas Universitāte.
Dne 19. června 2012 byl jmenován představeným chrámu svatého Simeona Bohopříjemce a Anny Prorokyně v Jelgavě.
Dne 11. října 2013 jej Archijerejský synod Lotyšské pravoslavné církve zvolil biskupem jelgavským a vikarijním biskupem rižské eparchie. Tuto volbu potvrdil 19. března 2014 také Svatý synod Ruské pravoslavné církve. Dne 23. března 2014 byl v chrámu Narození Krista v Rize povýšen na archimandritu a 24. března 2016 byl v chrámu Krista Spasitele v Moskvě oficiálně jmenován biskupem. Dne 27. března proběhla v chrámu Vynášení uctívaných dřev životodárného Kříže Pána v Moskvě jeho biskupská chirotonie. Světiteli byli patriarcha moskevský Kirill, metropolita volokolamský Ilarion (Alfejev), metropolita rižský a celého Lotyšska Aleksandrs (Kudrjašovs), metropolita rjazaňský a michajlovský Mark (Golovkov), biskup daugavpilský a rēzekneský Aleksandrs (Matrjoņins), biskup solněčnogorský Sergij (Čašin), biskup podolský Tichon (Zajcev), biskup narvský a peipsiveerský Lazar (Gurkin) a biskup bronnický Paramon (Golubka).